# Santa Bárbara de Casa
Santa Bárbara de Casa – gmina w Hiszpanii, w prowincji Huelva, w Andaluzji, o powierzchni 146,59 km². W 2011 roku gmina liczyła 1151 mieszkańców.